# Hopea parvifolia
Hopea parvifolia är en tvåhjärtbladig växtart som först beskrevs av Otto Warburg, och fick sitt nu gällande namn av Van Slooten. Hopea parvifolia ingår i släktet Hopea och familjen Dipterocarpaceae. Inga underarter finns listade i Catalogue of Life.